# Ілька Пальмай
Ілька Пальмай (часто помилково Ілька фон Пальмай; уроджена Ілона Петраш; 21 вересня 1859, Унгварі, Австрійська імперія — 17 лютого 1945, Будапешт, Угорське королівство) — співачка й актриса угорського походження. Дебютувала на сцені у 1880 році, а на початку 1890-х років виконувала провідні ролі в операх та оперетах в Театрі ан дер Він у Відні. На початку 1890-х років вийшла заміж за австрійського графа Ойгена Кінського.
1895 року почала виступати в Лондоні, а 1896 року виконала головну роль Джулії в опері Ґілберта і Саллівана «Великий князь, або законна дуель». 1897 року повернулася до Угорщини і провела більшу частину своєї довгої та успішної кар'єри в Угорщині й Австрії. Кар'єра тривала до 1928 року.

## Життя і кар'єра
Народилася в Унгварі, Ужанська жупа Угорського королівства Австрійської імперії (нині Україна). Була двічі одружена, спочатку з актором-менеджером Йожефом Сіглігеті (з 1877 до 1886 року), а потім з австрійським графом Ойгеном Кінським з початку 1890-х років, який мав маєток в Альтгофені в Каринтії. На початку кар'єри її часто називали фон Пальмай, але вона пояснила журналу «Скеч», що приставка «фон» вживається в німецькій традиції. В Угорщині «y» в кінці імені означає те саме.

### Рання кар'єра
Почала сценічну кар'єру в Угорщині (зокрема Кашша, Будапешт і Коложшвар) до 1880 року і зіграла близько двох десятків ролей у 1880-х роках, серед них Серполетт у «Корневільських дзвонах». На початку 1890-х років виступала в Театрі ан дер Він у Відні, де виконала головні ролі в «Продавці пташок» Карла Целлера (1891) та «Принцеса Нінетта» Йоганна Штрауса-сина (1893). Невдовзі грала в Празі та в берлінському театрі Унтер ден Лінден. Там 1893 року її взяли на роль героя-тенора Нанкі-Пу в німецькій постановці «Мікадо», хоча Салліван марно намагався припинити виступи. Пізніше Пальмай з подивом дізналася, що жодна жінка ніколи не виходила на сцену театру Савой в чоловічому вбранні.
Пізніше зіграла головну роль у «Чарівній Гелені» (Оффенбах); Ф'яметта в «Боккаччо» (фон Зуппе); Деніз у «Мадемуазель Нітуш» (Ерве); Івонну в «Королі піратів» (Планкет); Ям-ям у «Мікадо» (Салліван); головну роль у «Великій княгині Герольштейн» (Оффенбах); Лісбет у «Ріп Ван Вінкль» (Планкетт); і Броніслава в «Студент-жебрак» (Карл Міллекер).
У червні 1895 року вперше з'явилася на лондонській сцені як запрошена артистка у ролі Крістель у п'яти виставах «Продавця пташок» у театрі Друрі-Лейн. Вільям Швенк Ґілберт побачив її там і найняв зіграти головну роль Джулії Джелліко у «Великому князі», розширивши роль, щоб скористатися її комічним талантом. Пальмай отримала дуже схвальні відгуки критиків. Вона підписала дворічний контракт з оперною компанією D'Oyly Carte, але «Великий князь» протримався лише чотири місяці у 1896 році. Після його закриття вона виконала роль Феліс у «Його величності» в Савої навесні 1897 року. У цій постановці Пальмай проявила свої таланти як співачка балад, голосу оперного сопрано та комедійної артистки, а також співала німецькою мовою, на якій вона зазвичай виступала. Зустріч Джорджа Гроссміта зі слабким голосом й обдарованої Пальмай, можливо, прискорила його відхід з виробництва лише після чотирьох виступів. Наступного разу Пальмай з'явилася в ролі Елсі у відновленій виставі «Йомени гвардії» влітку 1897 року. Посилаючись на погане здоров'я, вона покинула театр у липні 1897 року.

### Пізні роки
Пальмай з'явилася у Відні у 1898—1899 роках, але більшу частину своєї кар'єри провела в Будапешті. 1905 року ненадовго виступала в німецькомовному театрі в Нью-Йорку, але незабаром повернулася до Угорщини. 1911 року отримала почесну премію національного угорського театру. 1928 році залишила кар'єру.
Пальмай записала дві пісні у Відні у 1900 році і кілька в Будапешті у 1903 році. Остання група пісень містила англійську народну пісню «Butterfly». Вона також записала «Madrigal» з «Ninoche» і «A Simple Little String» з «Циркачки».
Під ім'ям графині Кінскі опублікувала свої мемуари угорською мовою. Вони вийшли в Берліні у 1911 році в німецькому перекладі як «Meine Erinnerungen» («Мої спогади»). Розділ книги про її дні в Савої Ендрю Лем переклав англійською мовою, переклад з'явився у травневому та вересневому випусках журналу «Gilbert & Sullivan Journal» за 1972 рік. У мемуарах вона описала плани D'Oyly Carte створити музичну версію Віктор'єна Сарду «Мадам Сан-Жен» у сезоні компанії 1897—1898 років, але ці плани не здійснилися.
Померла у Будапешті у віці 85 років.

## Ролі

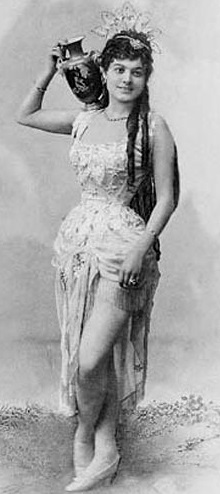
Серполетт у «Корневільських клопотах» (відновлення 1883)

- Джакомо Пуччіні/Девід Беласко: Мадам Батерфляй — Чіо-Чіо-Сан
- Ференц Чепрегі: Сарга Чіко (Жовтий лоша) — Ергіке (Елізабет)
- Ференц Чепрегі: A piros bugyelláris («Червона сумочка»)- Терек Жофі («Турецька дівчина Жофі»)
- Ференц Чепрегі: Той самий Леані — Мис
- Гілберт і Салліван: Великий князь — Джулія Джелліко (англійською мовою, Лондон)
- Гілберт і Салліван: Йомени гвардії — Елсі Мейнард
- Гілберт і Салліван: Мікадо — Ям-Ям (у Німеччині)
- Каролі Геро: Vadgalamb (водопропускна труба — — Ріка пастуша (Ріка-пастушка)
- Шарль Грізар: A királykisasszony bábui– «Ляльки інфанта» — головна роль
- Ерве: Мадемуазель Нітуш (Nebántsvirág угорською) — Деніз
- Хеннекен і Мійо: Нініше — Нініше
- Шарль Лекок: Nap és hold (День і ніч — — Манола
- Шарль Лекок: Дівчина-садівник — Мікаела
- Александр Маккензі: Його Величність — Феліція (англійською мовою, Лондон)
- Андре Мессажер: A beárni leány — Ла Бернез — Жакетт
- Карл Міллекер: A koldusdiák (Der Bettelstudent — Студент-жебрак) — Броніслава
- Карл Міллекер: Гаспароне — Карлотта
- Жак Оффенбах Велика герцогиня де Герольштайн (The Grand Duchess of Gerolstein) — титульна роль
- Жак Оффенбах: Прекрасна Гелена — Гелена
- Жак Оффенбах: Орфей у пеклі — Еврідіка
- Роберт Планкет: Ріп ван Вінкл — Лісбет
- Роберт Планкет: Король піратів — Івонн
- Робер Планкет: Корневільські дзвони.
- Робер Планкет: комедія Герцена; Принцеса Коломбіна — головна роль
- Джено Ракоші: Магдолна — Магда
- Джено Ракоші: Szélháziak — Cseresnyés Alfréd, юрист
- Франц фон Зуппе: Боккаччо — Фьяметта
- Йоганн Штраус (син): Циганський барон- Барінкай
- Йоганн Штраус (син): Das Spitzentuch der Königin — головна роль
- Йоганн Штраус (син): Фюрстін Нінетта (принцеса Нінетта) — головна роль
- Франц Шуберт — Besté: Három a kislány — Тшельне
- Йожеф Сігеті: Csókon szerzett vőlegény — Абрай Ірен Сінешне
- Карл Целлер: Продавець пташок — Крістель
- Еміль Золя: Нана (за романом Золя) — головна роль